# Russell Alan Hulse

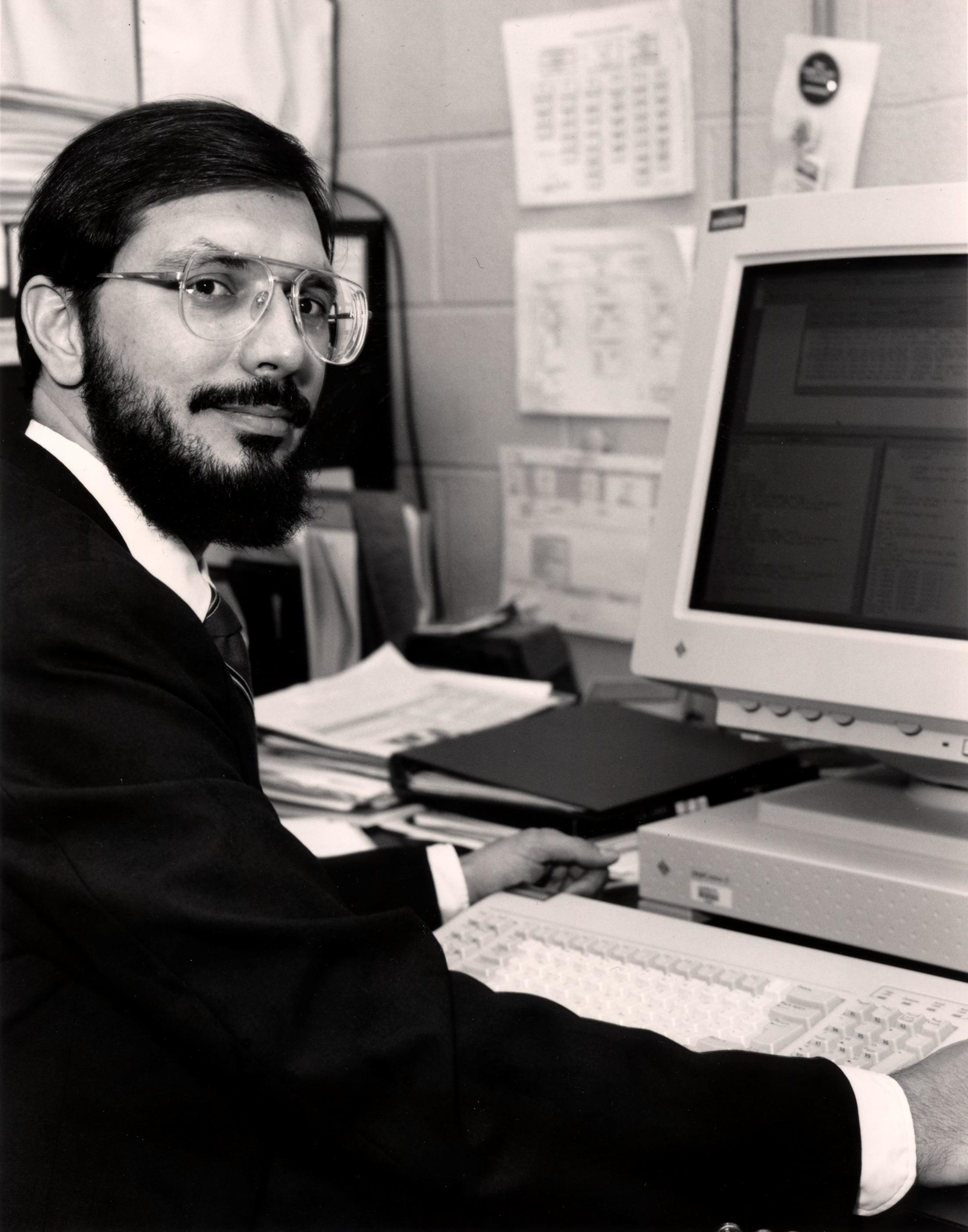
Russell Alan Hulse (2007)

Russel Alan Hulse (ur. 28 listopada 1950 w Nowym Jorku) – amerykański fizyk, noblista.

## Życiorys
Zajmował się początkowo astrofizyką, a od 1977 fizyką plazmy. W 1993 roku wraz z Josephem H. Taylorem Jr otrzymał Nagrodę Nobla w dziedzinie fizyki za odkrycie w 1974 pierwszego układu podwójnego z pulsarem (PSR B1913+16) i, na podstawie jego badań, eksperymentalne potwierdzenie ogólnej teorii względności (w tym przewidywanych przez nią fal grawitacyjnych).